# 穂積国興
穂積 国興（ほづみ の くにおき）は、平安時代前期の豪族・神職。穂積氏の一族で、カバネは朝臣。熊野速玉大社一禰宜・穂積豊庭の長男。

## 略歴
熊野速玉大社の一禰宜を務めた。御倉領、物忌領。長男・基雄は禰宜を継ぎ、次男・鈴木基行は藤白鈴木氏の始祖となった。三男・基衡は飛鳥大行事祝。また、榎本氏の祖・榎本真俊、宇井氏の祖・宇井基成も国興の子とする伝承がある。

## 系譜
- 父：穂積豊庭
- 母：不詳
- 生母不明の子女
  - 男子：穂積基雄 - 従五位下禰宜
  - 男子：鈴木基行 - 外従五位下散位
  - 男子：穂積基衡 - 従七位上
  - 女子：宇井基成室